# Dysdera scabricula
Dysdera scabricula là một loài nhện trong họ Dysderidae.
Loài này thuộc chi Dysdera. Dysdera scabricula được Eugène Simon miêu tả năm 1882.